# Scandinavium (género)
Scandinavium es un género de bacterias gramnegativas, anaerobias facultativas, oxidasa-negativas, con forma de bacilo, móviles, que pertenece a la familia Enterobacteriaceae. El género contiene una sola especie llamada Scandinavium goeteborgense. La cepa tipo de la especie es S. goeteborgense CCUG 66741T = CECT 9823T = NCTC 14286T y la secuencia de su genoma está disponible públicamente en el DNA Data Bank of Japan (DDJB), el European Nucleotide Archive (ENA) y en GenBank bajo el número de acceso LYLP00000000.